# علی چوپانی
علی چوپانی (زاده ۶ اردیبهشت ۱۳۷۲ در اصفهان) بازیکن فوتبال ایرانی است و در خونه به خونه بابل در جام آزادگان بازی می‌کند.
او همچنین یکی از اعضای کنونی تیم ملی فوتبال جوانان ایران است.

## افتخارات
باشگاهی
- جام حذفی
- قهرمانی در جام حذفی ۹۲–۹۱ به همراه تیم سپاهان اصفهان